# Porosz P 8 sorozat
A PKP Ok1 sorozat később DRG 38.10–40 egy porosz 2'C h2 jellegű gőzmozdonysorozat volt. 1906 és 1923 között kb. 3800 db épült. A Lengyel Államvasutaknál mint PKP Ok1 sorozat, a Csehszlovák Államvasutaknál mint ČSD 377.0 sorozat volt ismert. A sorozatot 1974-ben selejtezték.